# Podalia dyari
Podalia dyari is een vlinder uit de familie van de Megalopygidae. De wetenschappelijke naam van de soort is voor het eerst geldig gepubliceerd door Joicey & Talbot.